# Налимова (Свердловская область)
Нали́мова — деревня в Пышминском городском округе Свердловской области России.

## Географическое положение
Деревня Налимова расположена в 32 километрах (по дорогам в 35 километрах) к югу от посёлка Пышма, преимущественно на левом берегу реки Дерней — правого притока реки Пышмы. В окрестностях деревни расположены пруды.

## Население
| 2002 | 2010 | 2021 |
| ---- | ---- | ---- |
| 189  | ↘138 | ↘120 |